# منظمة تقدير ترفيه الحاسوب

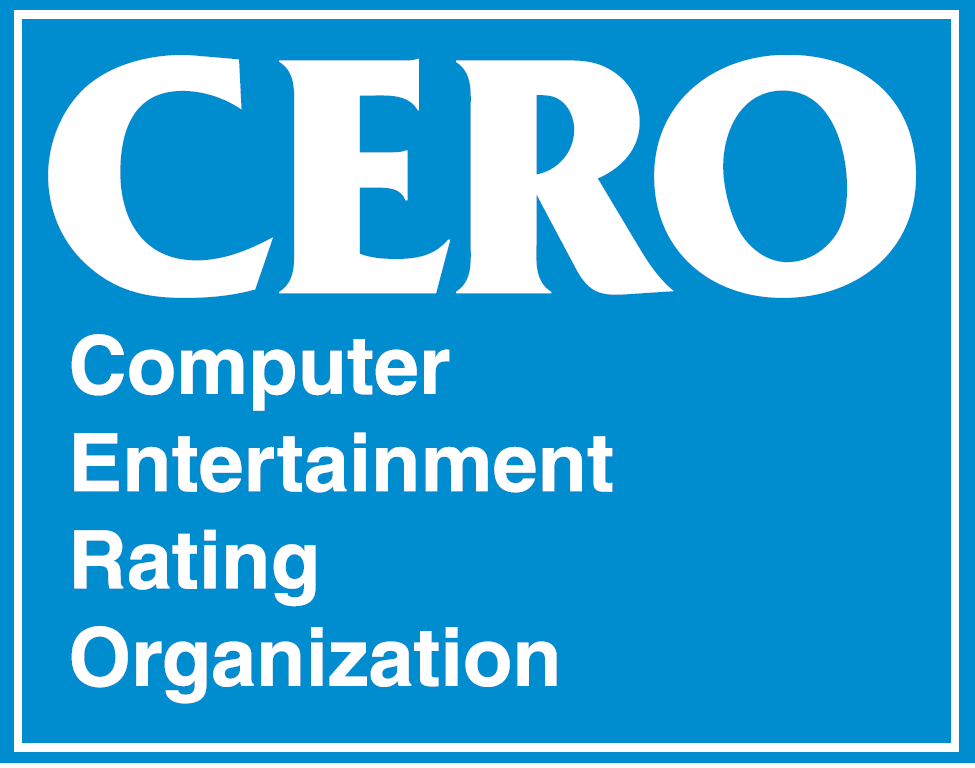
شعار المنظمة

منظمة تقدير ترفيه الحاسوب (بالإنجليزية: Computer Entertainment Rating Organization)‏ هي منظمة يابانية مقرها طوكيو تم تأسيسها في عام 2002 للقيام بتصنيف محتوى ألعاب الفيديو .

## التقديرات
| الاختصار | التقدير               |
| -------- | --------------------- |
|          | كل الأعمار (A)        |
|          | عمر 12 و أعلى (B)     |
|          | عمر 15 و أعلى (C)     |
|          | عمر 17 و أعلى (D)     |
|          | عمر 18 و أعلى فقط (Z) |

## وصلات خارجية
- الموقع الرسمي باليابانية
- الموقع الرسمي بالإنجليزية